# Anarchisme bouddhique
Certains observateurs[Qui ?] pensent qu'il existe des enseignements bouddhistes qui forment une base philosophique pour l'anarchisme.

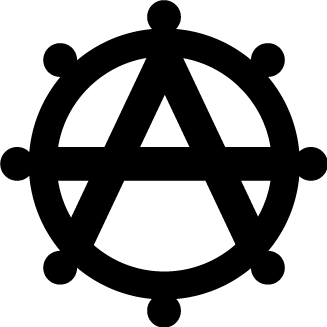

Le bouddhisme est un système de croyance, une philosophie, en contraste à plusieurs autres religions. La plupart des écoles bouddhistes reconnaissent Bouddha comme un homme et un symbole pour atteindre une sorte d'« accomplissement. » Les écrits bouddhistes ont une attitude anti-autoritaire qui encourage le questionnement de l'autorité et des dogmes religieux. 
Les communautés bouddhistes effraient souvent les rois et les faiseurs de loi par cause de leur notion de propriété. En rejetant volontairement toutes possessions matérielles et en n'ayant peur devant la douleur et la mort, les Bouddhistes « échappent » naturellement aux systèmes de pouvoir planétaire car ils ne peuvent alors être manipulés.

## Lien avec les trois caractéristiques de l'existence du bouddhisme
Les bouddhistes croient en 3 caractéristiques fondamentales de l'existence : 
1. Le non-soi (skt. Anātman pal. anatta), ou interdépendance (plutôt coproduction conditionnée) ou encore impersonnalité : de l'atome à l'univers - en passant par les êtres humains et leurs états d'esprit - il n'y a rien qui ait une existence indépendante et réelle par lui-même.
2. L'impermanence (skt. anitya pal. anicca) : tout est constamment changeant, tout est flux, rien n'est figé une fois pour toutes. "Rien n'est constant si ce n'est le changement".
3. L'insatisfaction (skt. duhkha pal. dukkha), ou souffrance : ce n'est pas que la souffrance physique ; du fait de l'impermanence des choses, rien ne peut nous satisfaire de manière ultime et définitive.

Ainsi, il ne peut y avoir d'« État parfait » ; à partir de cela, les Anarchistes-bouddhistes déduisent qu'il n'est possible que d'approcher d'une communauté idéale pour tous. Toute institution créée par l'homme est donc impermanente et imparfaite, les hommes et le monde changent constamment. De plus, il n'y a aucun bien matériel ou pouvoir politique qui puisse apporter un bonheur permanent à l'homme— les satisfactions non assouvies sont une illusion qui ne font que perpétuer Saṃsāra. Les libertés individuelles, une valeurs des anarchistes, sont néanmoins incomplètes, dans la mesure où elles excluent notre « humanité commune », puisqu'il n'y a, dans l'extrême, aucun « soi » qui se distingue du reste de l'univers.
Cela dit, l'objectif d'un bodhisattva est d'essayer de minimiser la quantité de souffrance de la vie de conscience. L'anarchisme socialiste dénonce le fait que l'État et le capitalisme génèrent l'oppression et donc la souffrance. L'État est une institution qui encadre le désir du pouvoir, et capitalisme le désir du bien matériel. Essayer de contrôler d'autres êtres humains, du point de vue des Bouddhistes-anarchistes, ne peut que causer de la souffrance, à ceux qui sont contrôlés, mais aussi dans l'extrême, à ceux qui contrôlent. S'attacher et accumuler des biens matériels, de même, augmente la souffrance pour le capitaliste et pour ceux avec qui il marchande.
La compassion, pour un Bouddhiste, provient d'un altruisme fondamental. la compassion pour l'humanité. La compassion pour l'ensemble de l'humanité est ce qui attire le bouddhiste vers l'activisme; cependant, la plupart, sinon l'entièreté, des partis politiques tendent à aller à l'encontre du Noble Chemin Octuple qui oriente la pensée et l'action des Bouddhistes. Ainsi, l'anarchisme, en manque d'une structure idéologique rigide et de dogmes, est vu comme aisément utilisable pour les bouddhistes.
Ceux qui ont vu cette conjonction entre l'anarchisme et le bouddhisme (de différentes manières) incluent Uchiyama Gudō, Edward Carpenter, Ananda Coomaraswamy, Lala Hardayal, Liu Shipei, John Cage, Kenneth Rexroth, Allen Ginsberg, Diane di Prima, Gary Snyder, Jackson MacLow, Peter Lamborn Wilson, John Moore, Kerry Wendell Thornley, Max Cafard, William Batchelder Greene, ainsi que le pro-situationniste Ken Knabb entre autres.[réf. nécessaire] Le penseur anarchiste Pierre Kropotkine vit des communautés primitives bouddhiste comme une incarnation du principe d'entraide et Matthew Turner a noté que des moines bouddhistes étaient impliqués dans le mouvement anarchiste au Japon au début du XXe siècle.

## Interprétations différentes
Eisai (明菴栄西), Importateur du courant chinois bouddhiste chan de  Linji Yixuan (臨済 義玄 ?-866) sous la dynastie Tang qui deviendra l'école Rinzai au Japon, a un regard assez différent de l'État (qui est fondamentalement repoussé par toutes les formes d'anarchisme) comme on peut le lire dans Ko-zen-go-koku-ron - Protection of the State by the Propagation of Zen. Cela n'a cependant pas empêché la promotion de l'anarchisme zen comme « quoi que vous fassiez » ou des anarchistes zen comme "guerriers de disciple" avec une petite référence au zen bouddhiste lui-même, mais plutôt la promotion d'une vue littéraire et psychologique enracinée dans la tradition militariste japonaise. Une partie de l'anarchisme japonais a adopté ce militarisme et est devenu ultra-nationaliste.

### Anarchisme et fondamentalisme hindou
L'anarchiste indien Har Dayal comprit la réalisation de l'ancienne culture Aryane comme étant de l'anarchisme, et qu'il voyait aussi comme le but du bouddhisme. Un éminent disciple sanskrit influencé par Swami Dayananda Saraswati (fondateur du Arya Samaj), voulut créer un mouvement qu'il vit comme une réplique de l'ancienne culture véda. Il fut actif dans le syndicat Industrial Workers of the World à San Francisco et fut une figure centrale dans le mouvement Ghadar qui tenta de renverser les Anglais d'Inde en réconciliant les concepts de l'Ouest en matière de révolution sociale – en particulier ceux découlant de Mikhaïl Bakounine – avec ceux du bouddhisme.
Il est à noter que les relations entre bouddhisme et hindouisme reste un problème controversé (voir Gautama Bouddha et l'hindouisme et Bouddha dans l'hindouisme). La controverse inclut l'utilisation du terme Aryan, qui n'a pas forcément une connotation raciale dans le bouddhisme (cela signifie plutôt "noble" - voir aussi l'aristocratie, qui vient de la même racine Aryane).

### Les Clochards célestes
Dans les années 1950, la Californie vit la montée que quelques anarchistes bouddhistes émergeant du mouvement Beat, on y retrouve Gary Snyder et Diane di Prima. Snyder était l'inspiration pour le personnage Japhy Rider dans le roman Les Clochards célestes de Jack Kerouac (1958). Snyder vécut longtemps au Japon, où il apprit le bouddhisme zen, et en 1961 il publia Buddhist Anarchism où il décrit la connexion qu'il voyait entre ces deux concepts originaires de différentes parties du globe : « La merci de l'Ouest a été la révolution sociale; la merci de l'Est a été l'éveil intérieur. »  Il préconise : "l'utilisation de la désobéissance civile, la critique franc-parlée, les manifestations, le pacifisme, la pauvreté volontaire et même la violence douce" et défend « le droit de fumer du cannabis, de manger du peyotl, d'être polygame, polyandre ou homosexuel » qu'il considère comme étant banni par "le Judéo-Capitaliste-Chrétien-Marxiste Ouest".

## Liens
- Wake Up Jeunes Bouddhistes (et non-Bouddhistes) pour une Société Saine et Compatissante.
- Buddhist Anarchism essai par Gary Snyder (en)
- Zen and the Art of Divebombing (en)
- Buddhist Anarchism Blog (en)
- Zenarchy par Kerry Thornley (en)
- À propos de l'anarchisme bouddhique sur le site de l'Association bouddhiste pour la paix (en)
- Zen Anarchy par Max Cafard (en)
- Anarchisme et Buddhisme par Voice of Freedom (en)
- The Zenarchist's Cookbook (en)